# Dzień Ofiar Przestępstw
Dzień Ofiar Przestępstw – polskie święto obchodzone 22 lutego na mocy ustawy Sejmu RP z dnia 12 lutego 2003 roku celem monitorowania sytuacji ofiar przestępstw oraz działań na rzecz poprawy ich położenia. Dzień ten nie jest dniem wolnym od pracy.

## Historia
W 1988 roku Parlament Europejski wyznaczył 22 lutego, jako Europejski Dzień Ofiar (ang. European Victims Day). Jest on obchodzony głównie w krajach członkowskich Unii Europejskiej. W 1990 roku w Sztokholmie Europejskie Forum na Rzecz Ofiar (ang. Victim Support Europe, założone w 1989), ze statusem konsultanta przy Radzie Europy i ONZ, zadeklarowało również pomoc i wsparcie europejskim ofiarom.

## Obchody
W Polsce cyklicznie co roku od 22 lutego rozpoczyna się Tydzień Pomocy Ofiarom Przestępstw, którego jednym z głównych organizatorów jest Ministerstwo Sprawiedliwości. W ramach tej akcji osoby poszkodowane mogą bezpłatnie zasięgać porad i pomocy prawnej w wyznaczonych lokalizacjach (lista jest publikowana na stronach MS) na terenie całej Polski.